# Метеорологическая служба Новой Зеландии

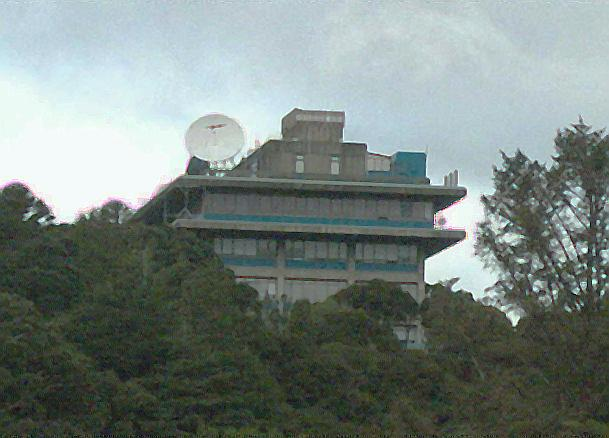
Здание MetService в ботаническом саду Веллингтона

Метеорологическая служба Новой Зеландии (англ. Meteorological Service of New Zealand Limited, MetService, маори Te Ratonga Tirorangi) — государственное предприятие Новой Зеландии, исполняющее функции национальной метеорологической службы страны. Штаб-квартира службы находится в Веллингтоне. Являясь национальной метеорологической службой Новой Зеландии, MetService готовит и выпускает прогнозы и официальные предупреждения о погоде от имени Министерства транспорта Новой Зеландии и сертифицирована Управлением гражданской авиации Новой Зеландии. Служба также является одним из официальных центров предупреждения о тропических циклонах.

## История
До того как стать государственным предприятием, национальная метеорологическая служба Новой Зеландии существовала в различных формах с момента назначения первого директора метеорологических станций страны в августе 1861 года.
Служба прогнозирования погоды начала свою деятельность в 1861 году, когда череда кораблекрушений побудила правительство создать службу штормовых предупреждений в составе Морского департамента.
Прогнозирование оставалось морской службой до 1926 года, когда она стала частью вновь образованного Департамента научных и промышленных исследований. 
В 1927 году Эдвард Кидсон был назначен Эрнестом Марсденом метеорологом Доминиона. В то время метеорологическая служба Новой Зеландии была очень маленьким учреждением со штатом в пять человек и полным отсутствием полезных метеорологических записей за длительные периоды.
С началом Второй мировой войны в 1939 году прогнозирование стало частью Королевских новозеландских военно-воздушных сил.
В 1964 году авиация была переведена в Министерство гражданской авиации, которое в 1968 году стало частью нового «суперминистерства» — Министерства транспорта.
В 1980-х годах в Новой Зеландии увеличилось государственное финансирование метеорологии, а правительство в целом перешло на «оплату пользователем» специализированных услуг, а также на большую автономию и подотчетность государственных департаментов. Сочетание коммерческой конкуренции на дерегулированном рынке метеорологических услуг и реформы науки, финансируемой государством, привело к созданию MetService в качестве государственного предприятия 1 июля 1992 года.
В 2013 году МетСервис инвестировал 49 % акций в новозеландскую компанию MetOcean Solutions Limited, предоставляющую океанографические услуги. MetOcean была известной компанией, специализирующейся на океанографическом анализе для исследований и прогнозирования для многих целей, включая порты, морскую нефтегазовую промышленность и серфингистов.
В начале сентября 2020 года сайт MetService подвергся волне распределенных DoS-атак, которые также затронули Новозеландскую биржу, Stuff, Radio New Zealand и банк Westpac.

## Всемирная метеорологическая организация
Национальные метеорологические и гидрологические службы мира сотрудничают со Всемирной метеорологической организацией (ВМО), специализированным учреждением Организации Объединенных Наций. В рамках Всемирной службы погоды ВМО МетСервис направляет данные наблюдений, собранные в новозеландском регионе, в другие страны-члены ВМО по всему миру. Эти данные используются в качестве исходных для компьютерных моделей погоды в крупнейших мировых центрах численного прогнозирования погоды.
МетСервис управляет сетью сбора данных на территории Новой Зеландии. Она соответствует признанным международным стандартам, предписанным ВМО на территории Новой Зеландии и вокруг неё. В частности, сбор данных осуществляется посредством:
- наблюдения за поверхностью земли
- наблюдений за верхним слоем воздуха с использованием различных средств наземного оборудования, самолётов, метеорологических радаров
- добровольных судов наблюдения
- сеть дрейфующих буев в Тасмановом море.

Норм Генри, генеральный менеджер по науке и стратегии, в настоящее время является постоянным представителем Новой Зеландии в ВМО.

## Прогнозы погоды для Новой Зеландии
Прогнозы и предупреждения, финансируемые правительством Новой Зеландии, включают:
Суша
Базовые прогнозы для населения и горных районов
Предупреждения об опасной погоде, затрагивающей сухопутные районы
Море
Предупреждения о штормах, бурях и ураганах для морской зоны ответственности Новой Зеландии, METAREA XIV
Синопсисы и прогнозы для морской зоны ответственности Новой Зеландии, METAREA XIV
Предупреждения и прогнозы для прибрежных вод
Авиация (службы ИКАО)
Управление метеорологической вахты (MWO)
Консультативный центр по вулканическому пеплу (VAAC).
Данные OPMET.

## Тихоокеанский регион
Метеослужба поддерживает тесные связи с метеорологическими агентствами различных островных государств Тихого океана.
Все предупреждения об опасной погоде для южной части Тихоокеанского региона, обычно получаемые из Регионального специализированного метеорологического центра в Нанди (Фиджи), передаются Международному радио Новой Зеландии и Министерству иностранных дел и торговли.
МетСервис обеспечивает резервное копирование основных функций предупреждения и прогнозирования Регионального специализированного метеорологического центра в Нанди, если этот центр временно прекратит работу или будет отключен, возможно, в результате прямого удара циклона. Они также берут на себя ответственность за первичное предупреждение, если циклон перемещается к югу от 25 ю.ш.

## Численное прогнозирование погоды
Сотрудничество между национальными метеорологическими службами мира позволяет обмениваться большим количеством информации о погоде, включая результаты работы глобальных моделей численного прогнозирования погоды (NWP). Метеорологи МетСервиса регулярно используют информацию из основных мировых центров моделирования для ежедневной подготовки прогнозов и предупреждений о погоде.
Глобальные модели, которые использует Метеослужба, обычно обеспечивают надежные прогнозы погодных характеристик, таких как максимумы и минимумы атмосферного давления, на периоды прогнозирования в несколько дней; однако они менее эффективны при прогнозировании мелкомасштабных погодных характеристик, таких как морской бриз и локальные ливни. На такие характеристики часто сильно влияет местная география, которая, как правило, плохо представлена в глобальных моделях.
Эффективным способом решения этой проблемы является использование другого типа модели NWP, известной как модель ограниченной области. Метеослужба регулярно запускает ряд моделей ограниченной области, основанных на MM5 и WRF, с боковыми граничными условиями, предоставляемыми каждой из доступных глобальных моделей. Основная конфигурация модели для регионального прогнозирования в Новой Зеландии имеет горизонтальный интервал между точками сетки 12 км, что позволяет представлять погодные особенности шириной до 50 км (максимумы и минимумы имеют ширину в тысячи километров). Эта область вложена в гораздо более крупную область с шагом сетки 60 км, что позволяет моделировать погоду на довольно большой географической территории при разумных вычислительных затратах.

## Конкуренция с NIWA
MetService и NIWA — правительственные организации, занимающиеся составлением прогнозов погоды. В 2009 году они подписали меморандум о взаимопонимании для более тесного сотрудничества. В 2020 году глава MetService Питер Леннокс заявил в парламенте, что у них больше моделей погоды и метеорологов и они готовят более подробные прогнозы, чем NIWA. Частный синоптик WeatherWatch отметил, что «странно», что правительство финансирует две метеорологические службы, и сравнил это с «пожарной службой, занимающейся нарушениями полицейского скоростного режима».